# Luis Callejas
Luis Antonio Roberto Callejas (Chinandega, 13 de enero de 1959) es un político y médico nicaragüense. Fue diputado de la Asamblea Nacional de Nicaragua por la bancada Alianza del Partido Liberal Independiente (Bapli) para el período 2012-2016. Fue primer vicepresidente de la Junta Directiva de la Asamblea Nacional en el período de 2007-2009.

## Biografía
Estudio medicina en la Universidad Autónoma de Guadalajara, México. Tiene una Maestría en salud pública en Virginia Conmmweath University, Richmond, Virginia, en 1993 y  en medicina tropical de la Universidad de Tulane en New Orleans. Asimismo, realizó estudios de epidemiología en centro para control de enfermedades de los Estados Unidos en Atlanta, Georgia.
En 1984 formó parte del cuerpo médico de la resistencia nicaragüense.
Entre los años 1886-1991 trabajó con los reos de las correccionales de Broward y Dade County como médico en Florida, Estados Unidos.
Entre el 2000 al 2002 ocupó el cargo de director del Ministerio de Salud en el departamento de Chinandega. Fue director de vigilancia epidemiológica en la sede central del Ministerio de salud en Managua.
Desde 1997 trabajó en Partido Liberal Constitucionalista. Fue diputado para el período 2007-2012 y 2012-2016. Ocupó el cargo de primer vicepresidente de la Junta Directiva de la Asamblea Nacional en el período de 2007-2009.